# TV4 Guld
TV4 Guld är en TV-kanal från TV4 Media som främst visar äldre TV-serier. Planerna på kanalen presenterades under andra halvan av 2006 och den lanserades samtidigt som TV4 Komedi den 3 november 2006.
De båda kanalerna fanns från starten tillgängliga via Com Hems digitala kabel-tv och Canal Digitals satellitpaket. Sedan den 1 september 2009 finns de båda kanalerna (guld och komedi) även i Viasats utbud. Dessutom kunde man få kanalen via Telia Digital-TV. Tidigare även via IPTV (bredbands tv) hos Boxer TV Access
Kanalen var vid lanseringen reklamfri men införde reklamavbrott från januari 2012.
Chef för TV4 Guld är Bo Thörnwall.

## Program (i urval)
- 21 Jump Street
- Baretta
- Baywatch
- Bläckfisken
- Cannon
- Columbo
- Dallas
- Diagnos mord (Diagnosis Murders)
- Dr. Quinn
- Dynastin
- En röst i natten
- Fame
- Familjen Ashton
- Familjen Macahan
- Helgonet
- Hemliga armén
- Herrskap och tjänstefolk
- The High Chaparral
- Huset Eliott
- Jag, Claudius
- Kojak
- Lagens Änglar
- Lilla huset på prärien
- Linus på linjen (Endast som pausprogram)
- Magnum
- Matador
- Miami Vice
- Monk
- Mord och inga visor
- Nord och Syd
- Par i brott
- Par i hjärter
- Perry Mason
- Remington Steele
- Riket
- Rättvisans män
- Scali
- Shōgun
- Six Feet Under
- Skenet bedrar
- Skönheten och odjuret
- Snobbar som jobbar
- Spanarna på Hill Street
- Tillbaka till Aidensfield
- Twin Peaks
- Uppdrag i Singapore
- V